# Marge vs. the Monorail
Marge contra o Monotrilho é o 12º Episódio da 4ª Temporada de Os Simpsons. Ele foi exibido originalmente nos Estados Unidos no canal da FOX, no dia 14 de Janeiro de 1993. Nesse episódio, o Sr. Burns paga de multa, devido danos ambientais sobre a destinação incorreta de resíduos radioativos, para a cidade de Springfield três milhões de dólares; mas os cidadãos não sabem o que fazer com esse dinheiro.

## Enredo
O Sr. Burns pretende se livrar de lixo radioativo, jogando-o em árvores; mas o lixo altera geneticamente um animal, o que leva a polícia ao local e prende o Sr. Burns. Em troca de sua liberdade, o juiz Roy Snyder outorga Burns a pagar a quantia de três milhões de dólares à cidade de Springfield. Mas os cidadãos não sabem o que fazer com esse dinheiro. Então um estranho sugere a construção de um Monotrilho em Springfield, apesar de Marge sugerir a reconstrução das ruas esburacadas. Os cidadãos escolhem fazer o monotrilho, mas Marge desconfia que algo de ruim está escondido na estranho que sugeriu a construção do monotrilho e ela resolve investigar o estado de outras cidades após construções de monotrilhos. Ela descobre que o estranho é uma pessoa do mal, e que ele provocou um defeito no monotrilho para fazê-lo cair do trilho e matar a todos que estão dentro dele. Após essa revelação, Marge descobre que é Homer que vai dirigir o monotrilho e Bart vai estar lá também. Já é tarde demais quando Marge avisa sobre o defeito. No fim do episódio, Homer e Bart conseguem parar o monotrilho.

## Recepção
Conan O'Brien disse que de todos os episódios que ele já escreveu, Marge contra o Monotrilho foi o melhor de todos. Leonard Nimoy foi eleito um dos 25 melhores convidados no seriado tanto pelos sites IGN como em Aol Television, por sua atuação nos dois episódios: Marge vs. the Monorail e The Springfield Files.